# Canton (Carolina do Norte)
Canton é uma cidade  localizada no estado norte-americano de Carolina do Norte, no Condado de Haywood.

## Demografia
Segundo o censo norte-americano de 2000, a sua população era de 4029 habitantes.
Em 2006, foi estimada uma população de 3930, um decréscimo de 99 (-2.5%).

## Geografia
De acordo com o United States Census Bureau tem uma área de
9,9 km², dos quais 9,9 km² cobertos por terra e 0,0 km² cobertos por água. Canton localiza-se a aproximadamente 816 m acima do nível do mar.

## Localidades na vizinhança
O diagrama seguinte representa as localidades num raio de 24 km ao redor de Canton.